# 吟味物調役
吟味物調役（ぎんみものしらべやく）は、江戸幕府の役職の1つ。幕府の法曹官僚で、寺社奉行が扱う裁判業務を担当した。寺社奉行付きの役人であるが、奉行直属の家臣ではない。
江戸幕府の寺社奉行は、大名が担当し、自邸の上屋敷を役所とし、与力・同心の代わりに家臣を配下の役人として使役した。職務は、全国の寺社と寺社領の管理、宗教統制、僧尼・神主などの宗教者や寺社領の人民支配などで、それらに関する訴訟事務にも携わった。しかし、訴訟に関する知識の無い大名の家臣では裁判業務をこなせないため、幕府の評定所から評定所留役を吟味物調役として出向させ、判例調査などの職務を補佐させた。
当初は奉行手付と呼ばれていたのが、天明8年（1788年）に評定所留役4人をつけて再編され、寛政3年（1791年）に留役から支配留役と改称。同8年（1796年）に吟味物調役と改められた。
定員4名で、寺社奉行1人につき吟味物調役が1名ずつ附属した。役高は150俵で、別に20人扶持を給された。この職を勤めた者の中には、後に勘定組頭に昇進する者もいた。